# ترکسل
ترکسل (به انگلیسی: Turkcell) شرکت مخابرات ترکیه‌ای است، که بزرگ‌ترین اپراتور تلفن ثابت و همراه و اینترنت ثابت و همراه و اولین ارائه دهنده سرویس تلفن همراه نسل دوم (2G) و سوم (3G) و چهارم (4G) و پنجم (5G) در ترکیه است. سود این شرکت در هر ماه به ازای هر مشترک ۱٫۱۷ دلار آمریکا است، که به‌طور میانگین هر مشترک در ماه ۲۲۰ دقیقه صحبت می‌کند و با توجه به این داده‌ها، درآمد ماهیانه ترکسل ۹۲۵ میلیون لیره ترکیه برآورد می‌شود.
شرکت ترکسل در سه‌ماهه دوم سال ۲۰۱۱ درآمد حاصل از افزایش ۸ درصدی، معادل ۲٫۲۸ میلیارد لیره ترکیه بود و سود شرکت با افزایش ۱۵ درصدی به ۷۲۱ میلیون لیره ترکیه رسید. در تاریخ ۲۸ نوامبر ۲۰۰۸ مزایده پروانه نسل سوم شبکه موبایل ترکیه برگزار شد که این پروژه به ارزش ۳۵۸ میلیون یورو، به شرکت ترکسل واگذار گردید.

## تاریخچه
در فوریه ۱۹۹۴، شرکت ترکسل به عنوان اولین اپراتور تلفن همراه فعالیت خود را آغاز کرد و در سال ۲۰۱۱ توانست ۵۳ درصد سهم بازار را در دست بگیرد که پس از آن شرکت «ودافون» با ۲۸ درصد و «آوآ» ۲۰ درصد سهم بازار را در دست داشتند.
ترکسل اولین شرکت ترکیه‌ای است که سهام خود را در بورس نیویورک عرضه نموده و از تاریخ ۱۱ ژوئیه ۲۰۰۰ در بورس اوراق بهادار استانبول به تجارت می‌پردازد.
ترکسل خدمات جی‌اس‌ام بین‌المللی را هم فراهم می‌کند به طوری که این شرکت تا ۳۰ سپتامبر ۲۰۰۷ از طریق هلیدنگ فینتور و با همکاری شرکت تلیاسونرا دارای ۹٫۶ میلون مشترک در کشورهای آذربایجان، قزاقزستان، گرجستان و مولداوی بود. همچنین بیشتر تجارت ترکیه مربوط به کشور اوکراین است که در آن کشور ۱۰٫۶ میلیون مشترک دارد.

## سهام
ساختار سهام ترکسل به شرح زیر است:
۵۱٪ درصد از هلدینگ ترکسل، ۰٫۰۵٪ درصد از هلدینگ چوکورووا، ۱۳٫۰۷٪ درصد هلدینگ تلیاسونرا، ۱٫۱۸٪ درصد هلدینگ ای. اس و ۳۴٫۷٪ درصد سهام آن به صورت شناور است. در دسامبر ۲۰۱۱ تلیاسونرا و چوکورووا به‌طور مستقیم و غیرمستقیم به ترتیب ۳۷٫۱ و ۱۳٫۰۸ درصد از سهام ترکسل را در دست گرفتند.
چوکورووا در سال ۲۰۰۵ اقدام به فروش سهام خود به تلیاسونرا نمود و از آن موقع بحث‌های زیادی بر سر الزام این ادغام بود که سرانجام در اوت ۲۰۰۹ به دستور اتاق بین‌المللی بازرگانی چوکوروا موظف شد تمام سهام باقی‌مانده خود در ترکسل را به تلیاسونرا منتقل نماید.

## مناطق تحت پوشش
ترکسل از ۳۱ مارس ۲۰۰۷ میلادی ۱۰۰ درصد از جمعیت ساکن در شهرها را که بیش از ۳۰۰۰ شهر است و ۹۷٫۲۱ درصد از کل جمعیت و همچنین ۸۰٫۴۴ درصد از کل مساحت ترکیه را پوشش می‌دهد.

## قبرس شمالی
ترکسل در قبرس شمالی با نام تجاری ترکسل قبرس شمالی (به استانبولی: Kuzey Kibris Turkcell-به اختصار: kktcell) در این کشور فعالیت می‌کند. اگرچه مالکیت ترکسل ترکیه و ترکسل قبرس شمالی (KKTCELL) یکی است ولی KKTCELL به صورت کاملاً مجزا و جدا از ترکسل ترکیه فعالیت می‌کند.
KKTCELL به عنوان بزرگ‌ترین اپراتور تلفن همراه از نظر تعداد مشترکین و همچنین پوشش شبکه در کشور قبرس شمالی است. شماره‌های KKTCELL با شماره‌های ترکسل متمایز بوده و به راحتی قابل تشخیص هستند که با 05338XXXXXX شروع می‌شوند.

## رومینگ
ترکسل تا سپتامبر ۲۰۰۸ با ۶۰۵ اپراتور در ۲۰۱ کشور قرارداد رومینگ منعقد کرده‌است. که توافقنامه‌های بین‌المللی جی‌پی‌آراش بیشتر از سایر اپراتورها است (۳۶۵ اپراتور در ۱۴۳ کشور تا ۳۱ اوت ۲۰۰۸) همچنین تخفیف رومینگ در تماس از ترکسل به KKTCELL را هم شامل می‌شود.

## طرح‌های حمایتی
از سال ۲۰۰۲ ترکسل از حامیان رسمی فوتبال و تیم ملی بسکتبال بوده‌است. همچنین این شرکت حامی ۱۴ تیم از ۱۸ تیم سوپر لیگ ترکیه است و پروژه «جوایز فوتبال ترکسل» از سال ۲۰۰۳ آغاز گردیده که به منظور تشویق بازیکنان به «بازی جوانمردانه» است و به ورزشکارانی که انصاف و همبستگی را در بازی‌ها نشان می‌دهند اهدا می‌شود.

## قرارداد با ایران
در سال ۲۰۰۵ دولت ایران قراردادی را برای پوشش ترکسل در ایران به عنوان نخستین شرکت خصوصی مخابراتی تهیه کرد. این قرارداد به چالش کشیده شد و مجلس شورای اسلامی سهام این شرکت را از ٪۷۰ به ٪۴۹ کاهش داد. مطابق قانون اساسی ایران در قوانین ناظر بر سرمایه‌گذاری خارجی حق مجلس در نظارت و تأیید قراردادهای خارجی تصریح شده‌است. ترکسل موافق کاهش سهام نبود و اعلام کرد از قرارداد خارج می‌شود.